# Стерилитет
Стерилитет је стање у коме не долази до трудноће ни након годину дана редовних сексуалних односа без употребе контрацептивних метода.
Људску врсту биолошки карактерише комплексна и прилично неефикасна репродукција. Да би репродукција функционисала неопходно је да репродуктивна осовина код оба партнера функционише. Предуслови адекватне репродукције су уредна продукција сперматозоида код мушког партнера и уредна овулаторна функција код женског партнера као и проходност јајовода. И у одсуству било каквог проблема, шанса да пар спонтано оствари трудноћу износи 20-25% по једном менструалном циклусу. Ово је чињенице које многи парови нису свесни, редовним и упорним покушавањем око 85% парова ће направити трудноћу за годину дана, а преосталих 15% спада у групу инферилитета и они могу захтевати одговарајући медицински третман.

## Женски стерилитет
Узроци женске неплодности могу бити последица различитих фактора. Њих можемо поделити на : екстрагениталне- ендокринолошке, метаболичке, психогене, имунолошке итд. Генитални узроци су подељени по локализацији на:
- вагинални фактор- присутан у око 5% случајева
- цервиклани фактор- заступљен у 20% случајева и на првом месту су запаљења
- утерусни фактор- присустан у 10% случајева
- тубарни фактор- убедљиво најзаступљенији код 45%- 50% инфертилних жена

Најчешћи узроци стерилитета код жена су:
- оштећење или непроходност јајника која настаје као последица запаљења јајовода. Најчешћи изазивач је хламидија, бактерија која се преноси сексуалним путем, чија инфекција може проћи непримећена, без бола или повишене температуре. Оштећење јајовода може спречити оплођену јајну ћелију да дође до материце и може довести до ванматеричне трудноће. Потпуна непроходност јајовода спречава сперматозоиде да уопште стигну до јајне ћелије и да је оплоде.
- ендометриоза настаје када се ткиво материце нађе и ван материце (најчешће код јајовода или јајника) чиме ремети рад јајника и материце и смањује проходност јајовода. Ови ткивни импланти реагују на хормонски циклус тако да расту или крваре у складу са менструалним циклусом узрокујући запаљење и стварање ожиљака. Код жена са ендометриозом често се јавља и стерилитет као и бол и малом стомаку.
- поремећаји овулације такође могу изазвати стерилитет. Чак и мали поремећаји у хормонима који доводе до овулације ( LH и FSH) могу довести до смањења плодности или стерилитета. Најчешће настају у случају повреде главе, тумора, претераног физичког вежбања или претераног изглађивања.
- повишен ниво пролактина, то је хормом који стимулише стварање млека. Висок ниво пролактина код жене које нису трудне или дојиље може пореметити овулацију. Појава млека у дојци може бити први знак повишеног нивоа пролактина.
- полицистични јајници, они настају када тело производи сувише андогених хормона који утичу на овулацију.
- рана менопауза, подразумева престанак менструације и нестанак фоликула пре тридесет пете године живота. Најчешће је узрок непознат, мада је повезана са зрачењем и хемотерапијом, болестима имуног система и пушењем.
- остали узроци, ту спадају: миоми, прираслице, различити лекови, проблеми са тироидном жлездом, тумори и њихово лечење, Кушингова болест, ХИВ, обољења бубрега и претеран унос кофеина итд.[2]

## Мушки стерилитет
Постоје многи фактори који утичу да мушкарац има смањен број или смањену покретљивост сперматозоида, у најчешће узроке спадају:
- поремећена продукција или функција сперматозоида, у ове поремећаје спада мала концетрација спрематозоида испод 10 милиона по милилитру, неправилан облик или смањена покретљивост. Услед смањене покретљивости сперматозоиди тешко долазе до јајне ћелије или им је смањена способност да пенетрирају јајну ћелију. Затим варикозне вене које спречавају нормално хлађење тестиса, неспуштени тестиси, недостатак тестостерона, генетски дефекти или инфекције (најчешће хламидија и гонореја) од бактеријских инфекција, а заушке од вирусних инфекција. Нажалост у многим случајевима узрок малог броја сперматозоида не може да се пронађе.
- поремећај у избацивању сперме (проблем да сперма стигне до вагине), овај проблем може да настане из више разлога:
  - сексуални проблеми (проблеми са ерекцијом, прерана ејакулација, бол у току односа)
  - ретроградна ејакулација (сперма оде у мокраћну бешику уместо да изађе напоље)
  - непроходност семених путева
  - цистична фибриоза
  - анти-сперм и антитела
- опште здравље мушкарца и његове животне навике, они често воде неуредан и нездрав живот. Опште здравље утиче на здравље мушкараца. У ове узроке спадају недовољна исхрана (недостатак витамина Ц, селена, цинка или фолата), гојазност (повећана телесна тежина је повезана са неким узроцима стерилитета), алкохол и дроге (уско су повезани са лошим здрављем и стерилитетом, кокаин и марихуана смањују број и покретљивост сперматозоида, анаболични стереоиди директно утичу на смањење тестиса и смањење продукције сперме), тумор и лечење тумора, године живота итд.[3]

## Тестови за откривање стерилитета
Како би се открио узрок стетилитета неопходно је да се ураде различити тестови. Ти тестови се односе и на мушкарце и на жене. Људски репродуктивни систем је веома компликован због тога тестови могу да потрају и неколико месеци. Када се узрок открије приступа се могућем лечењу. Постоји могућност да се узрок не открије и такво стање се назива идиопатски стерилитет, међутим уз одређене методе лечења могуће је излечити и такав стерилитет.
Тестови за мушкарце:
1. општи преглед- укључује преглед гениталија и питања која укључују историју болести, лекове које користе и сексуалне навике
2. спермограм- најбитније тест за мушкарце. У лабораторији се анализира одређена количина сперме, боја и присуство инфективних агенаса или крви. Одређује се и број сперматозоида, облик и покретљивост
3. хормонални тестови- из крви се одређује ниво тестостерона и осталих мушких хормона
4. ултразвук- помоћу ултразвука је могуће видети да ли постоји опструкција канала или ретроградна ејавулација

Тестови за жене:
1. општи преглед- укључује општи преглед, гинеколошки преглед, историју болести, питања у вези са менструалним циклусом, сексуалне навике као и лекове које користе
2. хормонални тестови- одређује се ниво хормона да би се установило да ли овулација уопште постоји, одређује се ниво женских хормона, тироидног хормона као и хормони хипофизе
3. хистеросалпингографија- проверава се стање материце и јајовода. Течност се убацује у материцу и рендгеном се одређује да ли је течност стигла до јајовода. Овим тестом могуће је одредити и да ли постоји блокада јајовода као и на ком се месту та блокада налази. Овакви проблеми могу се отклонити операцијом.
4. ултразвук- могуће је одредити да ли постоји неке деформација у гениталном систему
5. генетска тестирања- показују да ли постоји неки генетски дефект који узрокује стерилитет
6. лапароскопија- помоћу ове методе је могуће одредити да ли постоји ендометриоза или ожиљно ткиво, као и дефекти материце и јајовода. Обавља се у општој анестезији[4]
7. посткоитални тест, овај тест је врста бриса који се ради након односа. На овај начин, обавља се испитивање покретљивости, виталности и имунолошка својства сперматозоида у цервикалној служи жене. Пожељно је да се тест ради у средини менструалног циклуса јер се у том периоду очекује и овулација[5]

## Једнодневна дијагностика брачног стерилитета
Једнодневна дијагностика је нови концепт испитивања брачне неплодности и подразумева да се на заказани термин пацијенткиње јављају са резултатима хормонских анализа и спермограма супруга. Хормонске анализе које се траже су: фоликулостимулирајући хормон, лутеинизирајући хормон, естадоил и пролактин од 3. до 5. дана циклуса. Јављањем на заказани термин за једнодневну дијагностику брачног стерилитета, узимају се детаљни подаци и налази које пацијанткиња доноси са собом. Све пацијенткиње добијају антибиотску профилаксу. Ради се трансвагинални ултразвучни преглед. Затим се у операционој сали у трајању од 5 до 15 минута у краткотрајној интервенцији ради хистероскопија и трансвагинална лапароскопија. Хистероскопија подразумева преглед шупљине метарице и уочавање одређених неправилности у њој као што су полипи, миоми, преграде, прираслице и слично. Трансвагинална лапароскопија подразумева вагинални приступ уласка у трбушну дупљу и преглед јајника, јајовода, материце и перитонума трбушне дупље. Након интервенције у трајању око 2 сата, брачни пар одлази са клинике са комплетном информацијом о стању гениталних ограна и са тачном дијагнозом и предлогом за даљи начин лечења. Ова дијагностика се односи само на оне пацијенте који нису претходно радили хистероскопију, стандардну абдоминалну лапароскопију или ХСГ снимања. Уколико су урадили неки од ових поступака, могуће је заказати консултације ради даљег договора о лечењу брачног стерилитета.

## Колико се парова бори са стерилитетом?
Стерилитет је врло распрострањен у свету, а у Србији захвата око 15% парова репродуктивне доби. Међутим, лечењем се оно превазилази код више од 80% парова. У Србији се годишње уради мање од 3000 поступака вантелесне оплодње, а то је знатно испод европског просека за број урађених процедура наспрам броја становника. Европски просек је 1050 циклуса на милион становника.
На основу анкете "Стерилитет и вантелесна оплодња" , коју је спровело Удружење " Шанса за родитељство", у периоду од фебруара до септембра 2017. године, на узорку од 1100 особа, које имају проблем са стерилитетом, закључено је да више од половине испитаних лечи стерилитет од 1 до 5 година. Око 26% лече стерилитет од 6 до 10 година, а подједнако су заступљени и мушки и женски стерилитет. Најчешћи проблем и дијагнозе су лош спермограм у 43% случајева и проблеми са јајоводима у 21% случајева. Старосно доба парова који су у борби за остваривање потомства креће се од 28 до 42 године. Ово истраживање је показало и то да 70% испитаних даје предност приватним клиникама у односу на државне, а само 1% испитаника је одустао од борбе.

## Лечење стерилитета
Избор методе лечења зависи од узрока стерилитета, година партнера, дужине трајања стерилитета и многих других фактора. Уколико се узроци не могу отклонити, жена може затруднети вештачком оплодњом.
Лечење стерилитета код мушкараца:
- општи сексуални проблеми (прерана ејавулација или импотенција) могу се излечити лековима или консултацијама са стручним лицем
- недостатак сперме, у зависности од узрока могуће је излечење операцијом или хормоналном терапијом. Могуће је сперму узети директно из тестиса и са њом покушати вештачку оплодњу

Лечење стерилитета код жене:
- стимулација овулације лековима, лекови су главни избор лечења за жене које су неплодне због поремећаја овулације. Ови лекови регулишу или изазивају овулацију. Понашају се као природни хормони и подстичу овулацију.
- операција, у зависности од узрока стерилитета операција је избор лечења стерилитета. Уколико је у питању блокада или неки други проблем јајовода обично се он може отклонити операцијом
- вантелесна оплодња, ова техника укључује узимање јајне ћелије из јајника и оплођење јајне ћелије сперматозоидима у петријевој шољи, остављање у инкубатору 3 до 5 дана и након тога враћање оплођене јајне ћелије у материцу. Ова техника се често користи ако су оба јајовода блокирана, код ендометриозе, индиопатског стерилитета, поремећаја овулације који не делује на лекове, мушког стерилитета итд. Вантелесна метода захтева дневне хормоналне инекције и честе лабораторијске тестове.
- интраутерина инсеминација, за разлику од вантелесне оплодње овде се сперма директно поставља у материцу у току овулације код жене. Користи се у случају мушког стерилитета (мали број и слаба покретљивост сперматозоида) и код идиопатског стерилитета. Сперма може бити од партнера или од донора. Овулација код жене се постиже уз помоћ лекова. Стерилитет проузрокован блокадом јајовода не може се лечити овом методом.[9]